# Accidente del Beechcraft King Air en Australia de 2000
El 4 de septiembre de 2000, un Beechcraft 200 Super King Air fletado partió de Perth (Australia) para volar a la ciudad minera de Leonora, Australia Occidental (Australia). El avión se estrelló cerca de Burketown, Queensland (Australia), lo que provocó la muerte de los ocho ocupantes. Durante el vuelo, la aeronave ascendió por encima de su altitud asignada. Cuando el control del tráfico aéreo (ATC) se puso en contacto con el piloto, el habla del piloto se había deteriorado significativamente y no podía responder a las instrucciones. Tres aviones interceptaron el Beechcraft, pero no pudieron establecer contacto por radio. La aeronave continuó volando en línea recta hacia el noreste durante cinco horas, antes de agotar su combustible y estrellarse 40 millas (65 km) al sureste de Burketown. El accidente se hizo conocido en los medios como el «Vuelo fantasma».
Una investigación posterior realizada por la Oficina de Seguridad del Transporte de Australia (ATSB) concluyó que el piloto y los pasajeros habían quedado incapacitados y sufrían de hipoxia, falta de oxígeno en el cuerpo, lo que significa que el piloto no había podido operar la aeronave. Hacia el final del vuelo, el motor izquierdo se detuvo por agotamiento del combustible y la aeronave se estrelló contra el suelo. El informe de la investigación dice que, debido a los extensos daños sufridos por la aeronave, los investigadores no pudieron concluir si alguno de los ocho a bordo había utilizado el sistema de oxígeno. El informe final indicó que la ATSB no pudo determinar qué incapacitó a los ocupantes. Se hicieron una serie de recomendaciones de seguridad después del accidente.

## Antecedentes
La aeronave implicada en el accidente era un Beechcraft 200 Super King Air, matrícula VH-SKC, número de serie BB-47, fabricada en 1975. La aeronave tenía unas 19.000 horas de servicio antes del accidente. La cantidad de aire que pasa a la cabina se controla mediante válvulas de purga de aire en los motores. El piloto puede modificar las posiciones de las válvulas de purga de aire. Según el informe de la investigación, "la aeronave no estaba equipada con un dispositivo de advertencia auditiva de alta altitud de cabina, ni se requería que lo estuviera". La aeronave estaba equipada con un sistema de oxígeno de emergencia —un tanque de oxígeno que podía suministrar oxígeno a la tripulación a través de dos máscaras situadas en la cabina, y a los pasajeros a través de máscaras que caían del techo de la cabina.
Los investigadores concluyeron que la aeronave estaba en condiciones de volar en el momento en que ocurrió el accidente, y un piloto que voló la aeronave ese mismo día dijo que la aeronave funcionaba normalmente. El informe de la investigación indicó que "la versión de mantenimiento estaba actualizada y un examen de los registros de mantenimiento de la aeronave no encontró problemas de mantenimiento recurrentes que pudieran haber sido factores en el accidente".

## Accidente

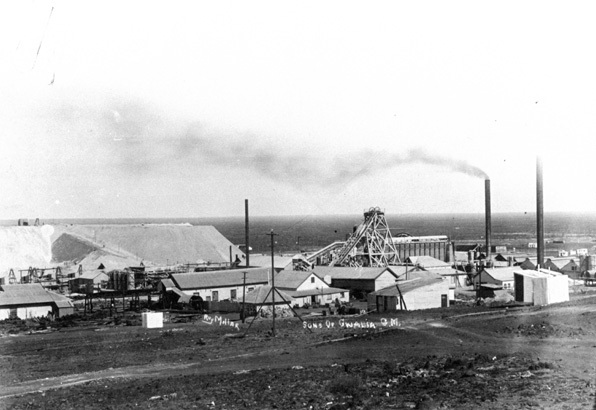
El avión volaba hacia la mina de oro Gwalia, en Leonora, Australia Occidental.

El lunes 4 de septiembre de 2000, el Beechcraft, fletado por la compañía minera Sons of Gwalia, partió de Perth, Australia Occidental, hacia la ciudad de Leonora , Australia Occidental, [12] A bordo viajaban siete trabajadores mineros hacia la mina de oro Gwalia. La aeronave despegó de Perth a las 6:09 pm hora local (1009 hora universal coordinada (UTC)), y el controlador aéreo autorizó a ascender a FL 130 (13 000 pies (4000 m)). Cinco minutos más tarde, a las 10:15, se autorizó nuevamente a su altitud de crucero de FL250 (25.000 pies (7.600 m)); con instrucciones de estar en FL160 (16,000 pies (4,900 m)) por 36 millas náuticas (67 km; 41 mi) desde Perth. El piloto reconoció esta transmisión.
Cinco minutos más tarde, a las 10.20, cuando la aeronave ascendía a través de FL156 (15.600 pies (4.800 m)), se autorizó al punto de referencia DEBRA. El piloto lo volvió a reconocer. Aproximadamente a las 10:33, la aeronave pasó por su nivel autorizado, y en FL256 (25,600 pies (7,800 m)), ATC le pidió al piloto que confirmara su altitud. "Sierra Kilo Charlie, um, en espera", respondió el piloto. [12]Esta fue la última transmisión hablada desde el avión, y su ascenso continuó. Según el informe de la investigación, siguieron varias transmisiones de micrófono abierto, con el sonido de fondo de los motores, una persona respirando, "una sílaba ininteligible" y "dos tonos similares a campanillas, similares a los generados por dispositivos electrónicos". Durante este tiempo, ATC intentó recuperar el contacto con el piloto. A las 10:40, el controlador gritó: "Sierra Kilo Charlie Sierra Kilo Charlie, Centro de Melbourne, si recibe esta transmisión, graznido de identificación". A las 10:41, el controlador volvió a preguntar: "Sierra Kilo Charlie, solo recibo micrófono abierto de usted. ¿Me contactaría en uno dos cinco decimal dos".

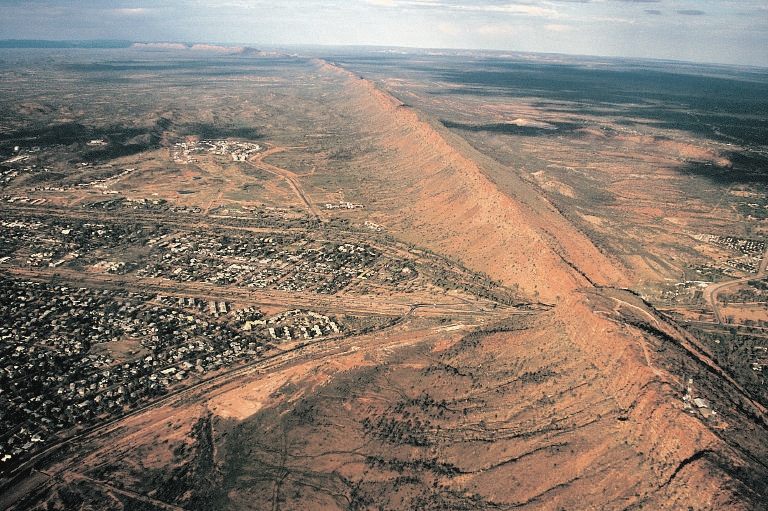
El avión fue avistado por los dos aviones en el Territorio del Norte, al noroeste de Alice Springs.

La aeronave continuó ascendiendo y dejó la cobertura del radar a las 1102, pasando FL325 (32,500 pies (9,900 m)). Treinta y un minutos más tarde, Búsqueda y Rescate de Australia pidió a la tripulación de un avión comercial que se acercara al Beechcraft. Informaron que estaba en vuelo nivelado en FL343 (34,300 pies (10,500 m)), y no pudieron ver ningún movimiento en la cabina de vuelo o en la cabina. Sin embargo, las condiciones hacían difícil observar de cerca.
Otros dos aviones a los que se les pidió que monitorearan el Beechcraft lo interceptaron sobre el Territorio del Norte , al noroeste de Alice Springs . Los pilotos informaron que ahora estaba en un descenso constante, y ambos aviones lo siguieron a medida que aumentaba su velocidad aerodinámica . El informe de investigación indicó que los pilotos observaron que “aunque sus luces externas estaban encendidas, no se podía ver nada dentro de la cabina”. El informe de la investigación luego describe cómo "las tripulaciones del avión perseguidor intentaron contactar al piloto del Beechcraft por radio, pero no recibieron respuesta". A las 15:10, la aeronave giró a la izquierda 90 grados mientras descendía 5000 pies (1500 m). A unas 40 millas (65 km) al sureste de Burketown, Queensland, golpeó el suelo y se desintegró. El piloto y siete pasajeros murieron.

## Investigación
El accidente fue investigado por la Oficina de Seguridad del Transporte de Australia (ATSB), un organismo federal responsable de investigar los accidentes de transporte en Australia. El informe final se publicó en marzo de 2001. El informe no pudo llegar a una conclusión definitiva sobre la causa del accidente.
El informe encontró que todos los que estaban a bordo de la aeronave, incluido el piloto, probablemente quedaron incapacitados y comenzaron a sufrir hipoxia (falta de oxígeno).
El informe decía: "Después de que la aeronave superó la altitud asignada de FL250, los patrones de habla y respiración del piloto, evidenciados durante las transmisiones de radio, mostraron cambios consistentes con la hipoxia". Sin embargo, los investigadores no pudieron descartar de manera concluyente los humos tóxicos como la causa.. "La incapacitación del piloto y los pasajeros probablemente se debió a la hipoxia hipobárica debido a la gran altitud de la cabina y a que no recibían oxígeno suplementario", decía el informe, y agregaba: "Las razones por las que el piloto y los pasajeros no reciben oxígeno suplementario [de el tanque de oxígeno a bordo de la aeronave] no se pudo determinar".
La ATSB consideró probable que el piloto automático estuviera activado, y esto provocó que la aeronave volara en línea recta; la trayectoria vertical de la aeronave indicaba que se había establecido la potencia de ascenso antes de que los ocupantes de la aeronave quedaran incapacitados. Según el informe, "el diseño de los sistemas de la aeronave era tal que, con el piloto automático activado, los motores continuarían funcionando y la aeronave continuaría volando sin intervención humana hasta que fuera interrumpida por otros eventos, como una colisión o agotamiento de combustible”. Se sugirió que, hacia el final del vuelo, el tanque de combustible del motor izquierdo estaba casi vacío. "El casi agotamiento del combustible en los tanques del ala izquierda puede haber producido al menos una, y probablemente varias, pérdidas momentáneas de potencia del motor izquierdo poco antes de que se perdiera toda la potencia", dice el informe."
El informe dice que debido al daño de la aeronave al impactar contra el suelo, los investigadores no pudieron concluir si alguno de los ocho a bordo usó el sistema de oxígeno. Sin embargo, el informe indicó que "la ausencia de una llamada de radio de socorro, o un intento de descender de la aeronave, y la probabilidad de que el piloto no se pusiera la máscara de oxígeno, sugería que el piloto no sabía que la aeronave estaba despresurizada o despresurizada". Es probable que los pasajeros, agregó el informe, no usaran sus máscaras de oxígeno, ya que no se registró ningún ruido en las transmisiones del ATC que indicaran que estaban tratando de ayudar al piloto.
Los investigadores no pudieron determinar qué causó la despresurización de la aeronave, pero las causas probables declaradas incluyeron una selección incorrecta del interruptor debido a un error del piloto o una falla mecánica en el sistema de presurización de la aeronave. Las grabaciones del control de tráfico aéreo sugirieron que era poco probable que hubiera ocurrido una descompresión rápida. El informe explica cómo "durante una despresurización explosiva o rápida de una aeronave presurizada, sin embargo, el ruido, los cambios de presión, los cambios de temperatura y las corrientes de aire dentro de la cabina habrían alertado a los ocupantes de que se había producido una falla sustancial". El documento enumeró los dos factores principales en el accidente como:

1. La aeronave probablemente estuvo despresurizada durante una parte importante de su ascenso y crucero por razones no determinadas.

2. El piloto y los pasajeros quedaron incapacitados, probablemente por hipoxia hipobárica, por la gran altitud de la cabina y por no recibir oxígeno suplementario.

## Aviso sonoro
A raíz de un incidente en 1999 en el que el piloto de un Beechcraft Super King Air sufrió hipoxia, la ATSB publicó el Informe 199902928 y recomendó que se colocara una advertencia sonora en la cabina de vuelo de todos los aviones australianos Beechcraft Super King Air. La cabina de vuelo del Beechcraft Super King Air solo tiene una advertencia visual de presión de cabina inadecuada.
Después del Vuelo Fantasma, la Autoridad de Seguridad de la Aviación Civil emitió un documento de debate y un aviso de elaboración de normas propuestas (NPRM), en los que se proponía una advertencia sonora en el Beechcraft Super King Air y otras aeronaves presurizadas. El resultado de la consulta sobre el NPRM fue que la Autoridad de Seguridad de la Aviación Civil no ordenó una advertencia sonora de presión inadecuada en la cabina, y esto enfureció a las familias de algunas de las víctimas. En cambio, la Autoridad de Seguridad de la Aviación Civil emitió un aviso a los propietarios de aeronaves presurizadas registradas en Australia y recomendó la instalación de una advertencia sonora, pero no la hizo obligatoria. El aviso decía: "El beneficio para sus pilotos y pasajeros radica en la reducción del riesgo de una despresurización no controlada que conduzca a un incidente o accidente fatal. El beneficio es mucho mayor que el costo de compra e instalación de uno de estos sistemas de bajo coste".

## Investigación forense

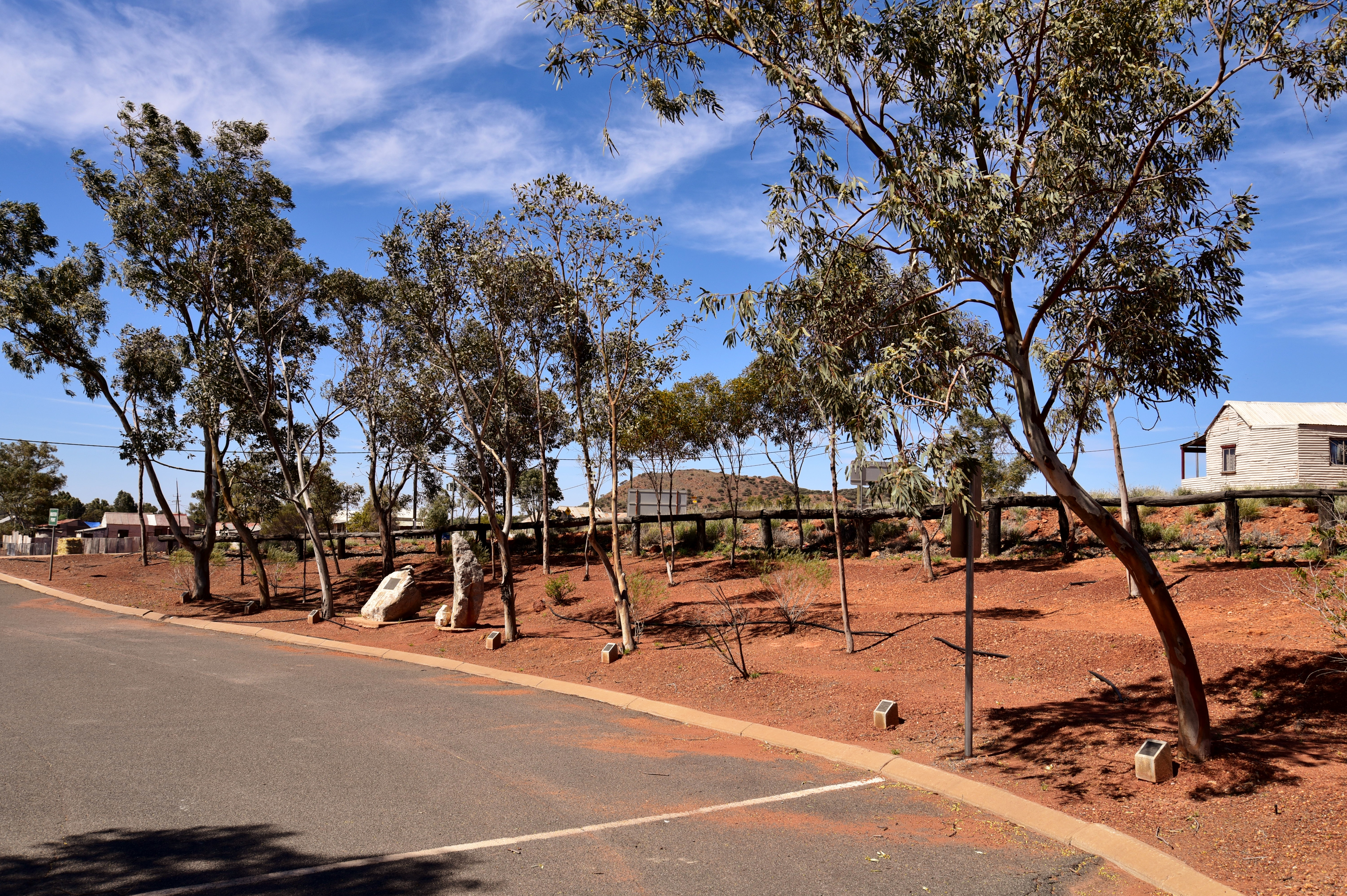
Monumento en Gwalia a las víctimas del accidente

El forense de Australia Occidental, el Sr. Alistair Hope, realizó una investigación sobre la muerte de los ocho ocupantes de la aeronave. La investigación determinó que las muertes fueron accidentales, pero no pudo determinar la causa del accidente. El forense recomendó un sistema de alarma auditiva para aviones presurizados y un registrador de datos de vuelo de bajo coste.
El forense criticó la mala coordinación entre la ATSB, la Policía de Queensland y la Autoridad de Seguridad de la Aviación Civil (CASA). También criticó a la ATSB por no tomar notas al entrevistar a los testigos y por su mala presentación de pruebas.

## Control de tráfico aéreo
Cuando el controlador de tráfico aéreo responsable del Beechcraft recibió las transmisiones de micrófono abierto, alertó a su supervisor de que le preocupaba que el piloto pudiera estar sufriendo de hipoxia. El controlador y su supervisor completaron la lista de verificación estándar que, en ese momento, no incluía un procedimiento a seguir en caso de incapacitación o hipoxia. A raíz del accidente, la lista de verificación se cambió para "incorporar procedimientos que deben seguir los controladores de tránsito aéreo, cuando un controlador sospecha que un piloto se ha visto afectado por hipoxia".